# Matija Nastasić
Matija Nastasić (Valjevo, 28 de marzo de 1993) es un futbolista serbio que juega como defensa.

## Trayectoria
Inició su carrera profesional con 17 años en el Partizán de Belgrado, club de su país, Serbia. En la temporada 2010-2011 fue cedido al F. K. Teleoptik.
En verano de 2011, con apenas 18 años, firmó por la ACF Fiorentina de la Serie A. 
En la temporada 2012-13, el Manchester City de la Premier League se hizo con sus servicios a cambio de un monto cercano a los 10 millones de euros y los servicios del montenegrino Stefan Savić.
El 13 de enero de 2015, al no haber jugado en el City durante la temporada, fue cedido al Schalke 04 para el resto de la temporada. Hizo su debut el 31 de enero, comenzando con una victoria en casa por 1-0 sobre el Hannover 96. Al no haber disputado la Liga de Campeones esa temporada, participó en los dos partidos de la eliminatoria ante el Real Madrid C. F. en los octavos de final.
El 11 de marzo el Schalke 04 activó la cláusula de transferencia en su contrato de préstamo y Nastasić firmó un contrato de cuatro años con el club alemán.
En junio de 2018 firmó una extensión de contrato con el Schalke para permanecer en el club hasta el verano de 2022.
En agosto de 2021 fichó por la ACF Fiorentina de la Serie A.
El 1 de septiembre de 2022 firmó por el R. C. D. Mallorca. En un par de campañas disputó 49 partidos, entre la Primera División y la Copa del Rey, y en agosto de 2024 se unió al C. D. Leganés con un contrato de dos años. En él se incluyó una cláusula de descenso, cosa que sucedió en el primero de ellos y quedó libre.

## Clubes
| Club                     | País       | Año       |
| ------------------------ | ---------- | --------- |
| Partizán de Belgrado     | Serbia     | 2010-2011 |
| F. K. Teleoptik (cedido) | Serbia     | 2010-2011 |
| ACF Fiorentina           | Italia     | 2011-2012 |
| Manchester City F. C.    | Inglaterra | 2012-2015 |
| F. C. Schalke 04         | Alemania   | 2015-2021 |
| ACF Fiorentina           | Italia     | 2021-2022 |
| R. C. D. Mallorca        | España     | 2022-2024 |
| C. D. Leganés            | España     | 2024-2025 |

## Palmarés

### Títulos nacionales
| Título                        | Club                  | País       | Año  |
| ----------------------------- | --------------------- | ---------- | ---- |
| Copa de la Liga de Inglaterra | Manchester City F. C. | Inglaterra | 2014 |
| Premier League                | Manchester City F. C. | Inglaterra | 2014 |